# Faro di Cap de Formentor
Il faro di Cap de Formentor (in catalano: Far de Formentor) è un faro attivo situato sulla punta nord‑orientale di Maiorca, nel comune di Pollença, alle Isole Baleari (Spagna). Progettato dall'ingegnere Emili Pou e inaugurato il 30 aprile 1863, è il faro con la maggiore altezza focale dell'arcipelago (210 m s.l.m.). Emette quattro lampi bianchi ogni 20 secondi con portata nominale di 24 miglia nautiche.

## Storia
La costruzione, resa complessa dall'isolamento del sito, si concluse con l'accensione del 30 aprile 1863 su progetto di Emili Pou. La prima ottica era una catadiottrica rotante con 12 pannelli, che produceva una luce fissa con «lampi prolungati» ogni 30 secondi. Nel 1927 fu installata una nuova ottica su vasca di mercurio; nel 1971 furono sostituite lanterna e apparato ottico, adottando l'attuale caratteristica a quattro lampi. L'ottica del 1927 è oggi esposta nella mostra del faro di Portopí (Palma).
Nel 1962 venne stesa una linea elettrica che però risultò vulnerabile ai fulmini; si passò quindi a gruppi elettrogeni e, in seguito, all'alimentazione fotovoltaica con telecontrollo.

## Accesso e tutela
Cap de Formentor ricade nella Serra de Tramuntana, paesaggio culturale iscritto dall'UNESCO nella Lista dei patrimoni dell'umanità dal 2011.
Per ragioni di sicurezza stradale e tutela ambientale, l’accesso veicolare lungo la Ma‑2210 è soggetto a regolamentazione stagionale con divieti nelle ore diurne e servizio navetta. Per il 2025 le misure sono in vigore dal 1º giugno al 31 ottobre (10:00–22:00) e l’accesso al faro è consentito a bus navetta e veicoli autorizzati; sempre permessi percorrenza a piedi e in bici.

## Gestione e usi
Il faro è gestito dall’Autoritat Portuària de Balears; gli alloggi dei faristi sono stati adibiti, tramite autorizzazione amministrativa, a servizi turistici/di ristoro per i visitatori, mentre la torre non rientra normalmente nei percorsi di visita.